# 東方 (指宿市)
東方（ひがしかた）は、鹿児島県指宿市の大字。旧薩摩国揖宿郡指宿郷拾九町村の一部、薩摩国揖宿郡指宿郷東方村、揖宿郡指宿村大字東方、揖宿郡指宿町大字東方。人口は5,213人、世帯数は2,111世帯（2010年10月1日現在）。郵便番号は東方の一部が891-0304、その他の区域は891-0404。
「東方」という大字名は江戸時代に拾九町村を東西に分割した際に東側に分割された村が東方村とされたことに由来していると推測されている。

## 地理
指宿市の東部に位置し、中央部を二反田川が流れており周囲に平野部を形成している。東部には魚見岳がある。字域の北方には西方、南方には十町、十二町、山川成川、西方には池田、山川利永、東方には西方（知林ヶ島）がそれぞれ隣接しており、東方は鹿児島湾に面する。
字域の中央部を国道226号と指宿枕崎線が並行して南北に通っている。県道は東部の海岸沿いを鹿児島県道238号下里湊宮ヶ浜線が南北に通っており、西部には池田から延びる鹿児島県道247号東方池田線が通っている。
字域には指宿市立魚見小学校、魚見保育園、潟山運動公園、指宿総合体育館、指宿市民会館、休暇村指宿が設置されている。

### 河川
- 二反田川

## 歴史

### 拾九町村
拾九町村という地名は江戸時代より見え、薩摩国揖宿郡指宿郷（外城）のうちであった。村高（石高）は「天保郷帳」では7,952石余、寛文4年の「郡村高辻帳」では7,952石余であったと記載されている。
宮ヶ浜には指宿郷の地頭仮屋が置かれ、地頭仮屋を中心に狩集、中福良、大園原をはじめとする郷士集落が形成された。
当時の拾九町村の区域は現在の指宿市東方、西方及び新西方にあたる。

### 拾九町村分割による東方村の成立
前述の拾九町村は江戸時代中期に東西に分割され、延宝2年に拾九町東方村と拾九町西方村に分けられ、享保年間以降に正式に分割され東方村として成立した。
東方村は薩摩国揖宿郡指宿郷に属し、村高（石高）は「三州御治世要覧」では2,528石余、「旧高旧領取調帳」では2,930石余であったとされている。東方村には地内に所在する揖宿神社の祭事に使用する祭祀料に由来する二月田、霜月田、元日田などの地名がある。

### 町村制施行以後
1889年（明治22年）に町村制が施行されたのに伴い、それまでの指宿郷の全域より指宿村が成立し、それまでの東方村は指宿村の大字「東方」となった。1933年（昭和8年）には指宿村が町制施行し指宿町となり、指宿町の大字となった。
1954年（昭和29年）4月1日に指宿町が今和泉村と合併、同時に市制施行し、指宿市が成立。それに伴い、指宿市の大字「東方」となる。
2006年（平成18年）1月1日には指宿市が山川町及び開聞町と新設合併し、新制の指宿市となったが、旧指宿市の区域では大字名の変更は無く、住所の表示は従来通り（指宿市東方）である。

## 施設

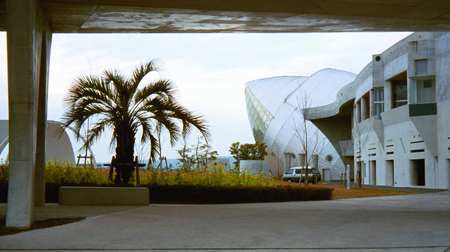
ふれあいプラザなのはな館

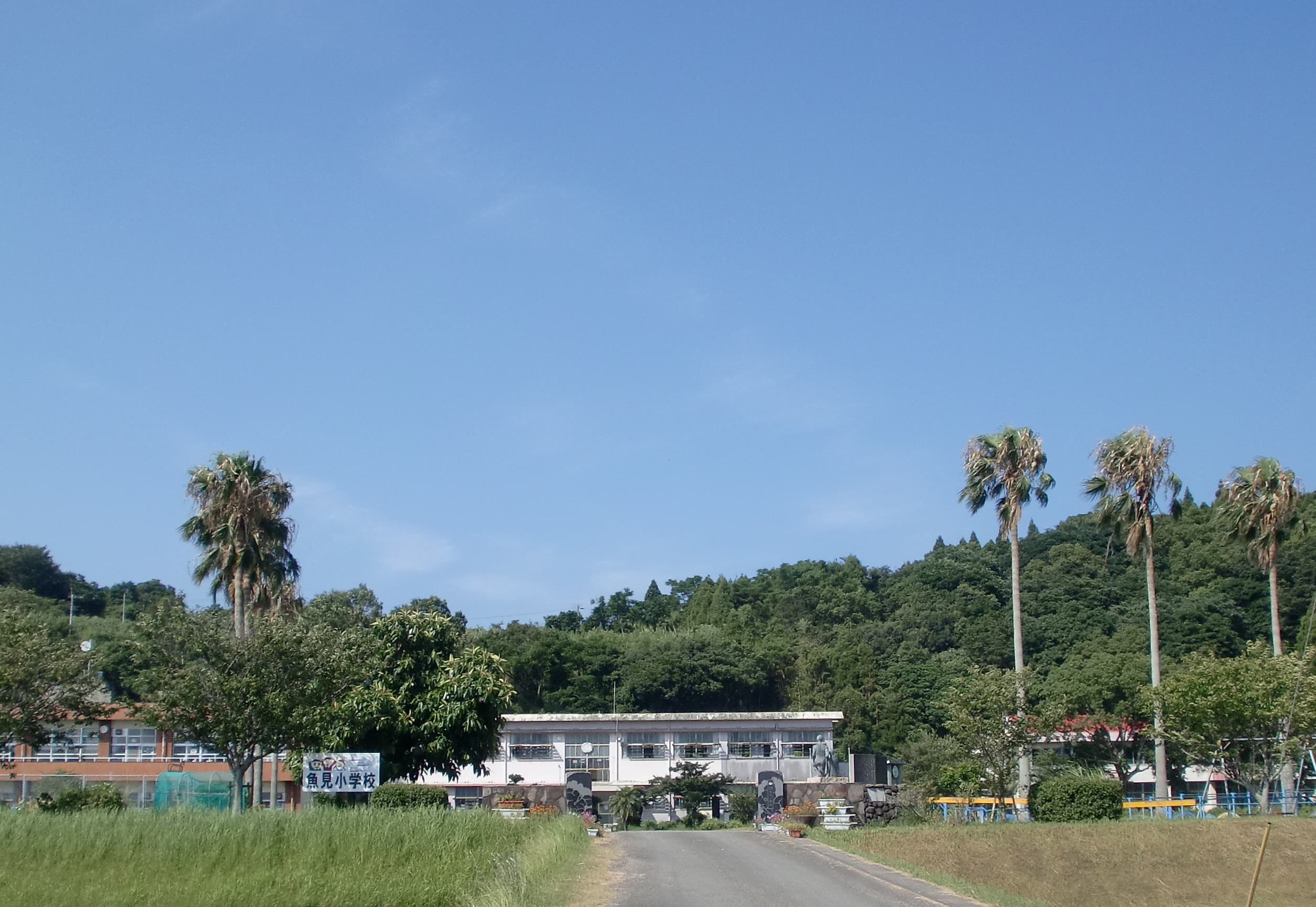
指宿市立魚見小学校

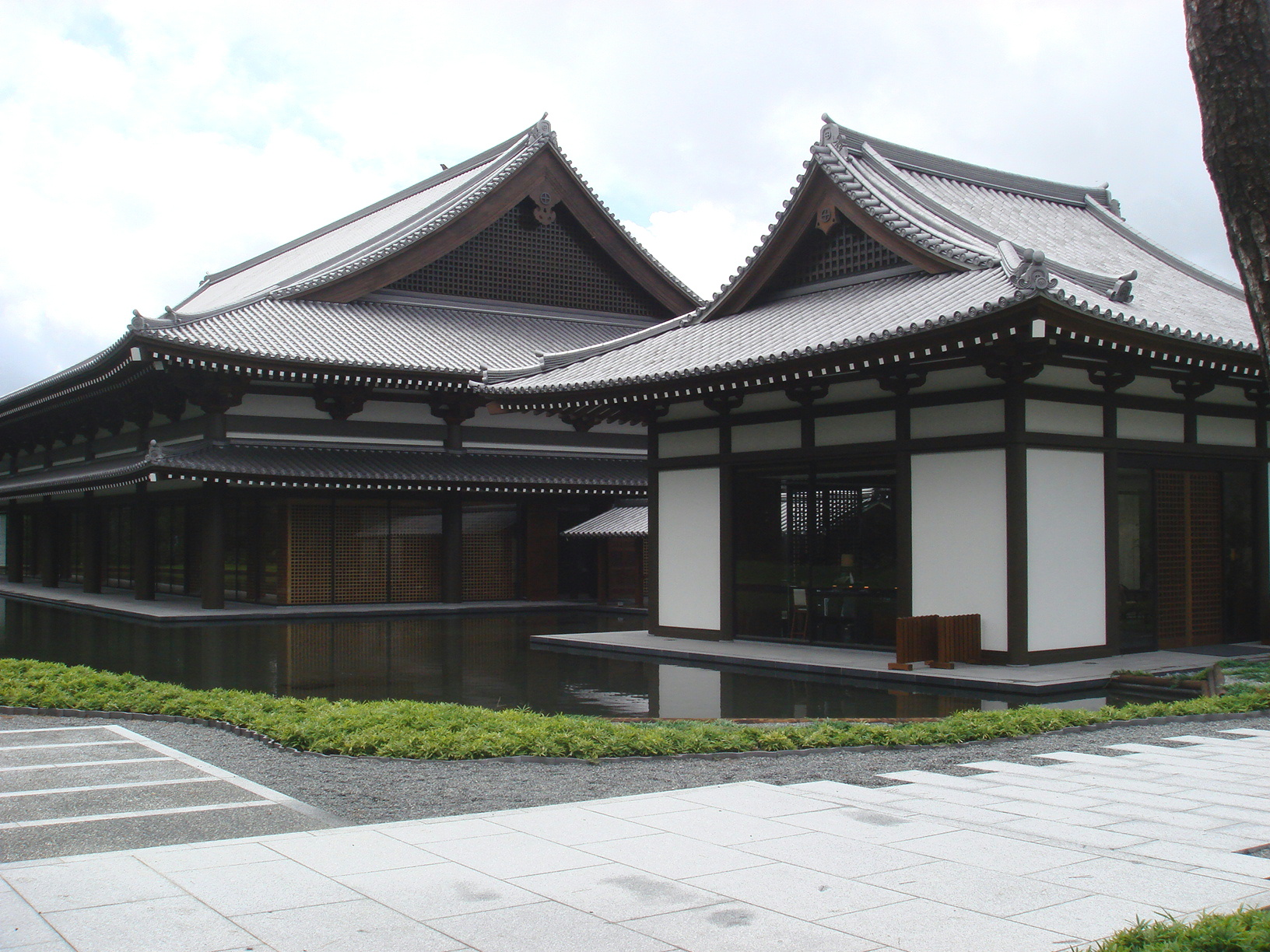
指宿白水館内にある薩摩伝承館

公共
- ハローワーク指宿
- 指宿市学校給食センター
- ふれあいプラザなのはな館
- 潟山運動公園
- 指宿市営野球場
- 指宿総合体育館
- 指宿市営会館
- 休暇村指宿
  - エコキャンプ場

教育
- 指宿市立魚見小学校
- 魚見保育園
- しらゆき保育園

郵便局
- 十町郵便局

寺社
- 揖宿神社
706年に創建されたとされる神社であり、この地に行幸した天智天皇の遺品を奉じて作られたとされる「葛城宮」が創始という。貞観16年（874年）の開聞岳の噴火により被災した枚聞神社を遷宮し「開聞新宮九社大明神」と称した。揖宿神社には県指定の有形文化財（工芸品）に指定されている能面が収蔵されており、境内の景観が揖宿神社の社叢として県指定の天然記念物に指定されている。
- 間水神社
- 菅原神社
- 不動院

その他
- 指宿白水館
  - 薩摩伝承館

## 小・中学校の学区
市立小・中学校に通う場合、学区（校区）は以下の通りとなる。
| 大字 | 地区   | 小学校             | 中学校               |
| ---- | ------ | ------------------ | -------------------- |
| 東方 | 二月田 | 指宿市立柳田小学校 | 指宿市立北指宿中学校 |
| 東方 | 一部   | 指宿市立魚見小学校 | 指宿市立北指宿中学校 |

## 交通

### 道路
国道
- 国道226号

県道
- 鹿児島県道238号下里湊宮ケ浜線
- 鹿児島県道247号東方池田線